# ムゼウムスインゼル

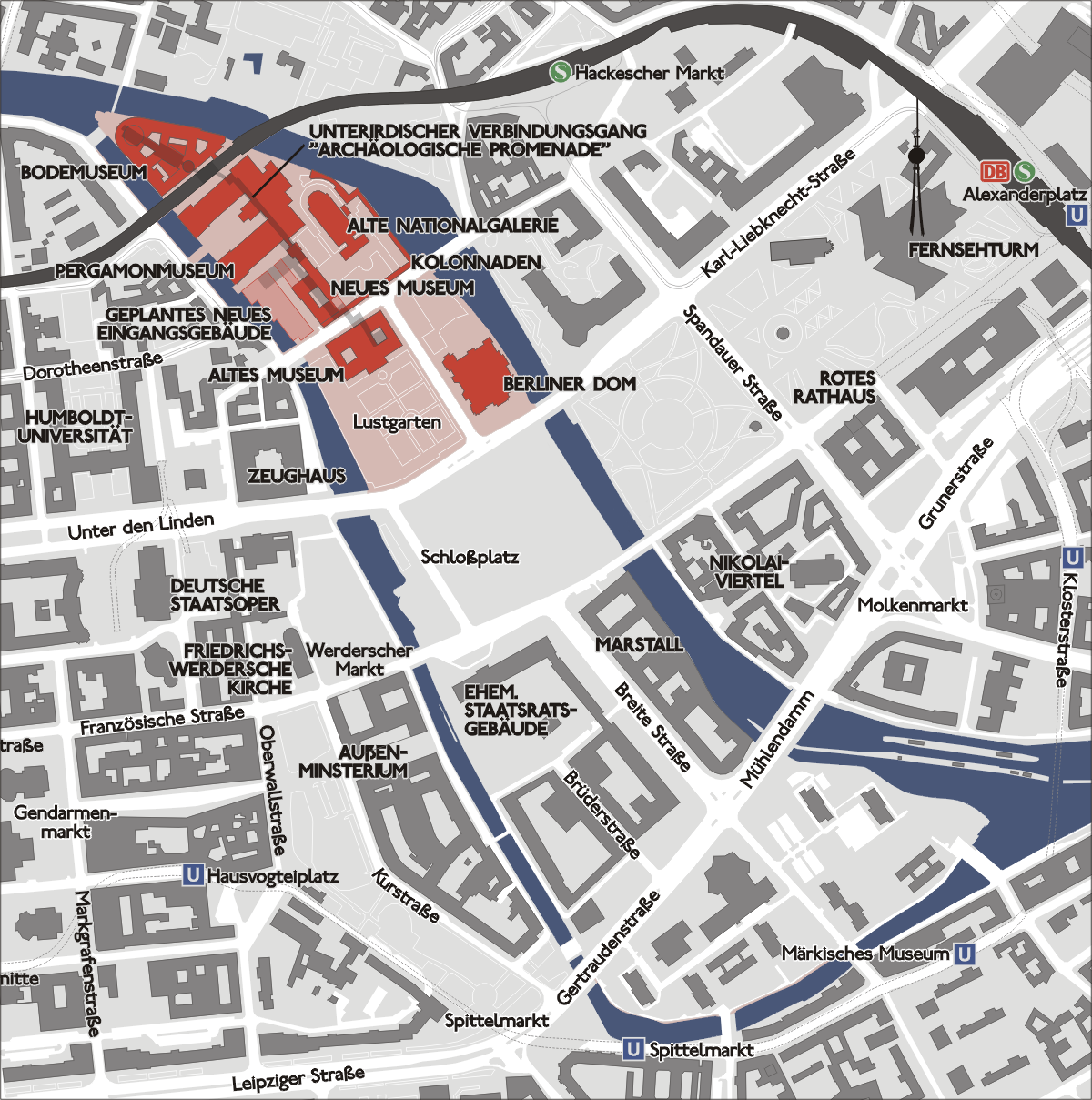
ムゼウムスインゼルの地図（赤い部分）

ムゼウムスインゼル（ドイツ語: Museumsinsel）は、ドイツの首都ベルリンの観光スポット。南北に流れるシュプレー川の中州にて、ブランデンブルク門から東に伸びるウンター・デン・リンデン街を境とする北半分の地区を指す。ベルリン美術館(Staatliche Museen zu Berlin)を構成する博物館・美術館が集まっている事より「博物館島」と呼ばれる。ユネスコの世界遺産（文化遺産）に登録されている（ID896）。

## 沿革
中州の北半分は元々住宅地であったが、1830年に旧博物館（後記）が建てられ、1841年、フリードリヒ・ヴィルヘルム4世が一帯を『芸術と科学』に関する地域とした。それ以後も博物館が建設された。第一次世界大戦が終結し帝政が崩壊した1918年以降、プロイセン文化財団 (Stiftung Preußischer Kulturbesitz) が蒐集および博物館運営を行うようになった。のち第三帝国期に各美術館を結ぶ回廊が設置された。
第二次世界大戦中、戦災を避けるため、収蔵品は各地に分散した。また施設の一部は空襲を受けた。終戦後のベルリン分割によってソ連占領地域となり、東ドイツ政権発足に伴い東ドイツの国立博物館となった。西ドイツ側にあった蒐集品はシャルロッテンブルク美術館などに収蔵された。
現在ベルリンでは旧両ドイツの美術館再編および改装工事が行われており、ムゼウムスインゼルに収蔵されていたコレクションの一部である18世紀以前の絵画や20世紀美術は、ティーアガルテン地区の新ナショナルギャラリーや新たに誕生した絵画館へ移されている。一方、19世紀絵画はムゼウムスインゼルの旧国立美術館のコレクションに統合された。
ムゼウムスインゼルの著名なコレクションとしてはバビロンのイシュタル門、ペルガモン大祭壇、『浜辺の僧侶』をはじめとするカスパー・ダーヴィド・フリードリヒの主要作品などが上げられる。

## 美術館・博物館群
ムゼウムスインゼルには以下の美術館および博物館が集まっている。いずれもベルリン美術館を構成する美術館・博物館である。
旧博物館 (Altes Museum)
5館のなかで最も古く1830年に建築家カール・フリードリッヒ・シンケルが設計した。ベルリン王宮（戦後東ドイツ政府がプロイセン軍国主義の象徴として撤去、現在存在しない）の前の道路を挟んだ向かい側に建設された。ここにフリードリヒ・ヴィルヘルム3世の蒐集したギリシャ・ローマの芸術品を公開する目的で開館した。旧博物館の前にはルストガルテンという公園がある。
新博物館 (Neues Museum)
旧博物館の裏手に位置し、1859年にシンケルの弟子の一人であるアウグスト・シュテューラーの設計によって完成。第二次世界大戦の戦火で外壁を残して破壊され廃墟となった。21世紀に入り第二次大戦前の姿に復元の上再建され、2009年10月に再開館した。エジプト美術および先史時代の遺物を陳列する。
旧国立美術館 (旧ナショナルギャラリー、Alte National Gallerie)
1876年にアウグスト・シュテューラーの設計によって完成。銀行家ヨアヒム・ヴァグナーが、自ら所蔵する19世紀の美術品を寄贈したことに始まる。このコレクションは、19世紀の彫刻から絵画に至るものである。
ボーデ博物館 (Bode Museum)
島の北端に位置し、1904年にフリードリヒ博物館(Kaiser-Friedrich-Museum) として開館。2000年から2006年まで改修工事を行い休館していたが、彫刻美術とビザンティン美術を主体に2006年10月17日に再開業した。
ペルガモン博物館 (Pergamon Museum)
5館の中で最も新しく1930年に開館。古代ローマおよび古代オリエント美術を中心に、古代美術および近世までの中東美術を扱う。小アジアの古代都市ペルガモンから「ペルガモンの大祭壇」を館内に移築したことから、館名の由来にもなっている。バビロンのイシュタル門やミレトスの市場の門など遺跡の発掘品を所蔵および復元展示するほか、近世までの中東工芸および絵画を展示する。
フンボルトフォーラム (Humboldt Forum)
2020年にルストガルテンの向かいに再建されたベルリン王宮内に開館した。ベルリン民族学博物館とアジア美術館を包含しているが、これらはいずれも16世紀半ばに設立された古代プロシア美術館の系譜にある。館名はプロイセンの学者ヴィルヘルム・フォン・フンボルトとアレクサンダー・フォン・フンボルトにちなんで名付けられた。

## 世界遺産

### 登録基準
この世界遺産は世界遺産登録基準のうち、以下の条件を満たし、登録された（以下の基準は世界遺産センター公表の登録基準からの翻訳、引用である）。
- (2) ある期間を通じてまたはある文化圏において、建築、技術、記念碑的芸術、都市計画、景観デザインの発展に関し、人類の価値の重要な交流を示すもの。
- (4) 人類の歴史上重要な時代を例証する建築様式、建築物群、技術の集積または景観の優れた例。

## ギャラリー

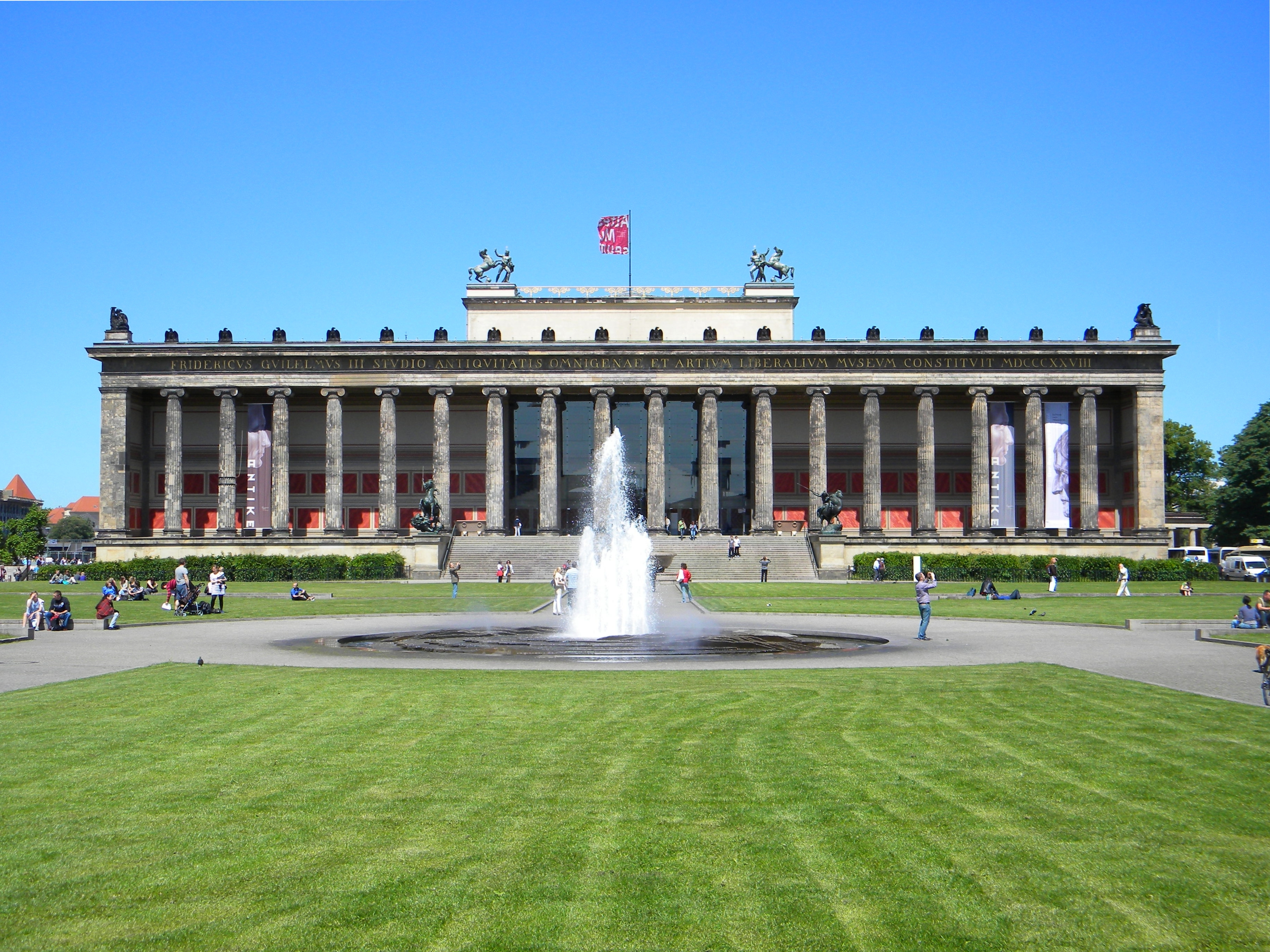
旧博物館
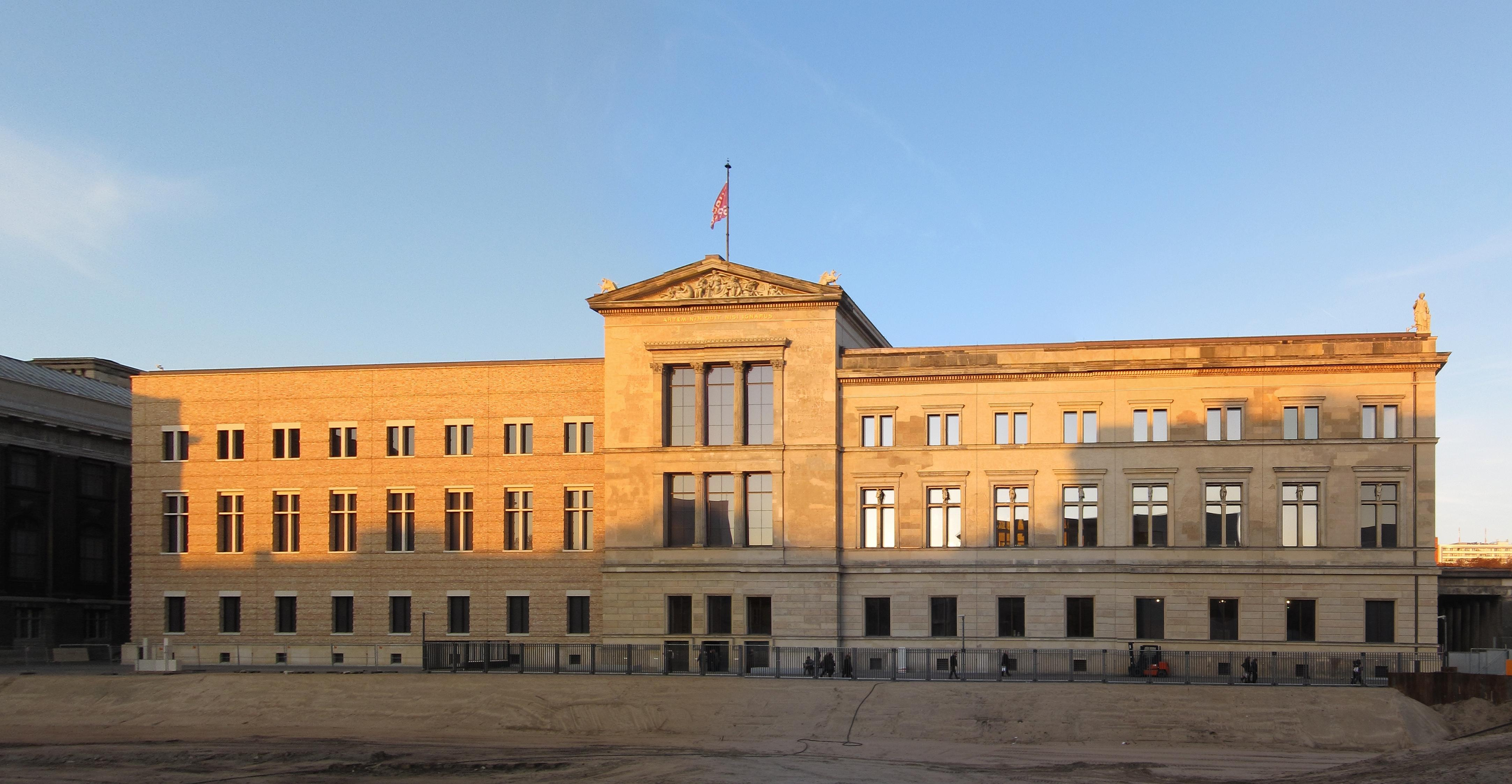
新博物館
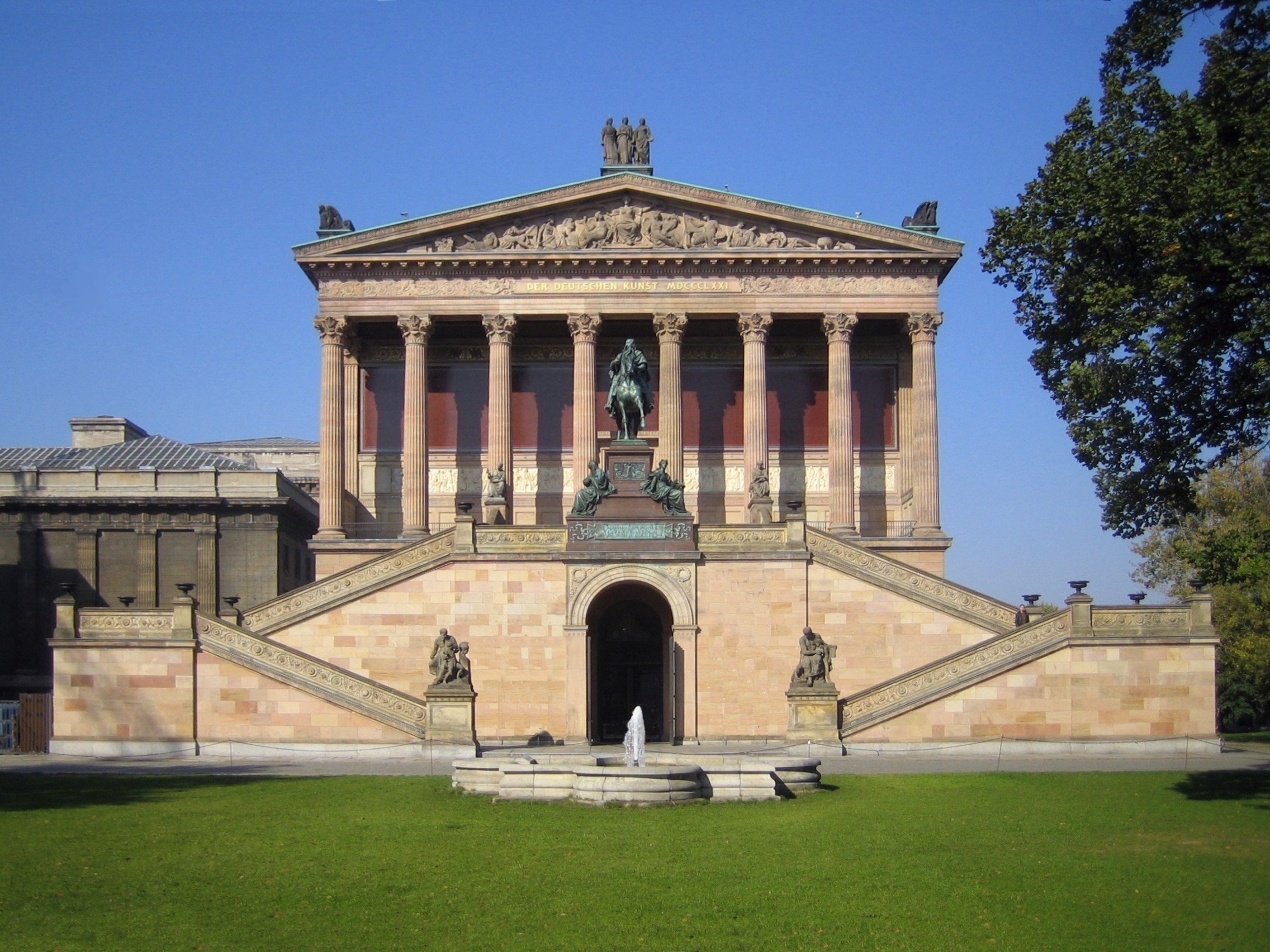
旧国立美術館
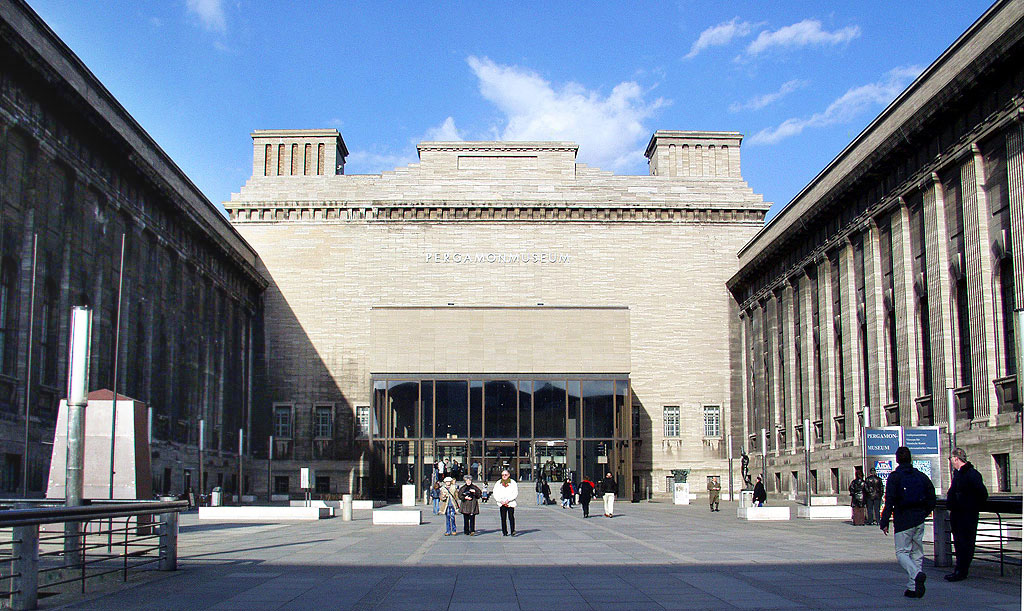
ペルガモン博物館
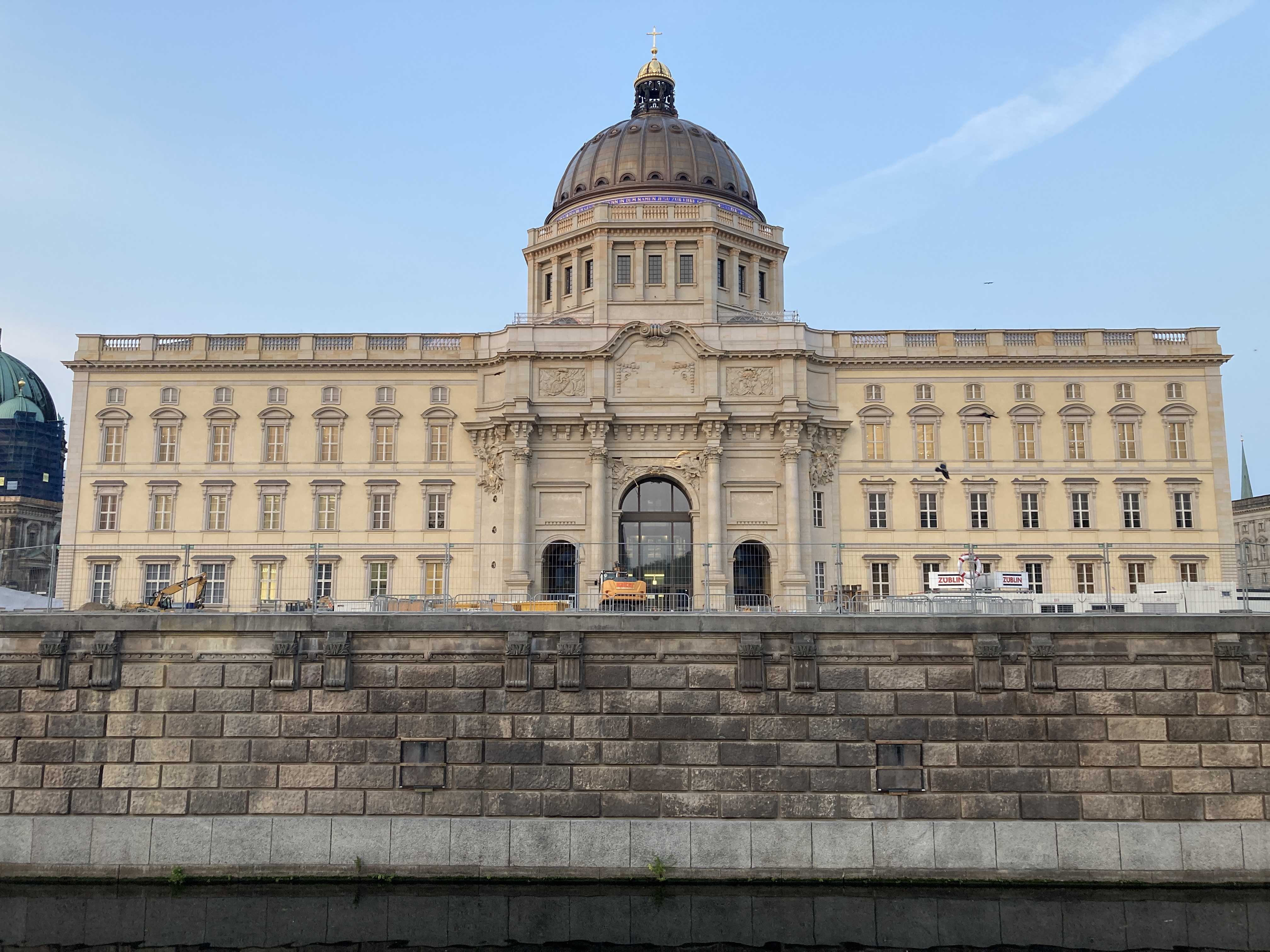
フンボルトフォーラム （ベルリン王宮）